# Kasperacanthus serratus
Kasperacanthus serratus — вид акантод, що існував ранньому девоні. Описаний на основі щелепних кісток та зубів, що знайдені на лівому березі річки Серет поблизу села Касперівці Заліщицького району, Україна. Від типового місцезнаходження походить родова назва Kasperacanthus.